# Convento de São Francisco (Velas)
O Convento de São Francisco é um antigo convento português localizado no concelho de Velas, na ilha açoriana de São Jorge.
No espaço físico deste convento actualmente desocupado, mas que fez parte da Ordem dos Frades Franciscanos, funciona o Centro de Saúde de Velas. Trata-se de uma construção do século XVII.
Deste convento fez parte a Igreja de Nossa Senhora da Conceição que foi edificada no século XVII, tal como o convento a que pertencia. No seu interior é de especial destaque a imagem flamenga de Brás de Sebaste que recua ao século XVI.